# Matthias Kaburek
Matthias Kaburek (Vienna, 9 febbraio 1911 – 17 febbraio 1976) è stato un allenatore di calcio e calciatore austriaco naturalizzato tedesco, di ruolo attaccante.
Tra i pochissimi giocatori a poter vantare la vittoria di due campionati di due diverse nazioni nello stesso anno con la stessa squadra: nel 1941, il Rapid Vienna vinse sia il campionato austriaco sia quello tedesco, essendo ammessa a quest'ultimo torneo in seguito all'annessione dell'Austria alla Germania nazista avvenuta nel 1939.

## Carriera

### Giocatore

#### Club
Ha iniziato la carriera nel club della sua città, il Vienna Cricketer. In seguito ha giocato per otto stagioni al Rapid Vienna collezionando 121 presenze e 100 reti.
Dopo le esperienze con il Metz e con il Bassin de Longwy, torna al Rapid Vienna dove passa una stagione giocando ancora 37 partite segnando 38 reti, chiudendo così la sua carriera.

#### Nazionale
Ha giocato 4 partite segnando due reti con la maglia dell'Austria e una partita con la maglia della Germania.

### Allenatore
Dopo il ritiro ha allenato il Brno nell'anno 1947.

## Palmarès

### Giocatore

#### Competizioni nazionali
- Campionato austriaco: 5

Rapid Vienna: 1928-1929, 1929-1930, 1934-1935, 1939-1940, 1940-1941
- Campionato tedesco: 1

Rapid Vienna: 1940-1941

#### Competizioni internazionali
- Coppa dell'Europa Centrale: 1

SK Rapid: 1930

### Individuale
- Capocannoniere della I. Liga austriaca: 1

1934-1935 (27 gol)

## Statistiche

### Cronologia presenze e reti in Nazionale[2]
| Cronologia completa delle presenze e delle reti in nazionale ― Austria | Cronologia completa delle presenze e delle reti in nazionale ― Austria | Cronologia completa delle presenze e delle reti in nazionale ― Austria | Cronologia completa delle presenze e delle reti in nazionale ― Austria | Cronologia completa delle presenze e delle reti in nazionale ― Austria | Cronologia completa delle presenze e delle reti in nazionale ― Austria | Cronologia completa delle presenze e delle reti in nazionale ― Austria | Cronologia completa delle presenze e delle reti in nazionale ― Austria |
| Data                                                                   | Città                                                                  | In casa                                                                | Risultato                                                              | Ospiti                                                                 | Competizione                                                           | Reti                                                                   | Note                                                                   |
| ---------------------------------------------------------------------- | ---------------------------------------------------------------------- | ---------------------------------------------------------------------- | ---------------------------------------------------------------------- | ---------------------------------------------------------------------- | ---------------------------------------------------------------------- | ---------------------------------------------------------------------- | ---------------------------------------------------------------------- |
| 11/02/1934                                                             | Torino                                                                 | Italia                                                                 | 2 – 4                                                                  | Austria                                                                | Coppa Internazionale                                                   | -                                                                      |                                                                        |
| 25/03/1934                                                             | Ginevra                                                                | Svizzera                                                               | 2 – 3                                                                  | Austria                                                                | Coppa Internazionale                                                   | 1                                                                      |                                                                        |
| 11/11/1934                                                             | Vienna                                                                 | Austria                                                                | 3 – 0                                                                  | Svizzera                                                               | Coppa Internazionale                                                   | 1                                                                      |                                                                        |
| 24/03/1935                                                             | Vienna                                                                 | Austria                                                                | 0 – 2                                                                  | Italia                                                                 | Coppa Internazionale                                                   | -                                                                      |                                                                        |
| Totale                                                                 |                                                                        | Presenze                                                               | 4                                                                      |                                                                        | Reti                                                                   | 2                                                                      |                                                                        |

| Cronologia completa delle presenze e delle reti in nazionale ― Germania | Cronologia completa delle presenze e delle reti in nazionale ― Germania | Cronologia completa delle presenze e delle reti in nazionale ― Germania | Cronologia completa delle presenze e delle reti in nazionale ― Germania | Cronologia completa delle presenze e delle reti in nazionale ― Germania | Cronologia completa delle presenze e delle reti in nazionale ― Germania | Cronologia completa delle presenze e delle reti in nazionale ― Germania | Cronologia completa delle presenze e delle reti in nazionale ― Germania |
| Data                                                                    | Città                                                                   | In casa                                                                 | Risultato                                                               | Ospiti                                                                  | Competizione                                                            | Reti                                                                    | Note                                                                    |
| ----------------------------------------------------------------------- | ----------------------------------------------------------------------- | ----------------------------------------------------------------------- | ----------------------------------------------------------------------- | ----------------------------------------------------------------------- | ----------------------------------------------------------------------- | ----------------------------------------------------------------------- | ----------------------------------------------------------------------- |
| 27/08/1939                                                              | Bratislava                                                              | Slovacchia                                                              | 2 – 0                                                                   | Germania                                                                | Amichevole                                                              | -                                                                       |                                                                         |
| Totale                                                                  |                                                                         | Presenze                                                                | 1                                                                       |                                                                         | Reti                                                                    | 0                                                                       |                                                                         |